# 黄色宝螺
黄色宝螺（学名：Monetaria moneta rhomboides），是中腹足目宝螺科Monetaria属的一种。主要分布于台湾，常栖息在潮间带岩礁或珊瑚礁。